# Тукуй-Мектебский сельсовет
Тукй-Мектебский сельсовет — упразднённое муниципальное образование в составе Нефтекумского района Ставропольского края Российской Федерации.
Административный центр — аул Тукуй-Мектеб.

## География
Территория сельского поселения располагалась на юго-востоке Нефтекумского района, в западной части Ногайской степи, в полупустыне.
Общая площадь территории — 539,4 км². Расстояние от административного центра муниципального образования до районного центра — 57 км.

## История
Статус и границы сельского поселения были установлены Законом Ставропольского края от 4 октября 2004 год № 88-кз.
С 1 мая 2017 года, в соответствии с Законом Ставропольского края от 29 апреля 2016 года № 47-кз, все муниципальные образования Нефтекумского муниципального района (городские поселения Нефтекумск, посёлок Затеречный, сельские поселения село Ачикулак, Закумский сельсовет, Зимнеставочный сельсовет, Зункарский сельсовет, Кара-Тюбинский сельсовет, Каясулинский сельсовет, Махмуд-Мектебский сельсовет, Новкус-Артезианский сельсовет, Озек-Суатский сельсовет и Тукуй-Мектебский сельсовет) были преобразованы, путём их объединения, в Нефтекумский городской округ.

## Население
| 1989  | 2002  | 2010  | 2011  | 2012  |
| ----- | ----- | ----- | ----- | ----- |
| 3574  | ↗3605 | ↘3525 | ↘3519 | ↘3511 |
| 2013  | 2014  | 2015  | 2016  | 2017  |
| ↘3468 | ↘3459 | ↗3522 | ↘3499 | ↗3518 |

### Национальный состав
Согласно переписи населения 2010 года:
| № | Национальность | Численность, чел. | Доля   |
| - | -------------- | ----------------- | ------ |
| 1 | ногайцы        | 2 815             | 79,9 % |
| 2 | даргинцы       | 425               | 12,1 % |
| 3 | казахи         | 107               | 3,0 %  |
| 4 | русские        | 72                | 2,0 %  |
| 5 | другие         | 106               | 3,0 %  |

## Состав сельского поселения
До упразднения Тукуй-Мектебского сельсовета в состав его территории входили 2 населённых пункта:
| № | Населённый пункт | Тип населённого пункта      | Население |
| - | ---------------- | --------------------------- | --------- |
| 1 | Абрам-Тюбе       | аул                         | ↗1100     |
| 2 | Тукуй-Мектеб     | аул, административный центр | ↘2300     |